# مسجد بارنت بلايس
مسجد بارنت بلايس، (بالإنجليزية: Barnet Place Mosque)‏، يقع في مدينة بارنت بلايس في لندن، المملكة المتحدة.

## خلفية تاريخية
اشترى عدد من أهالي مدينة بارنت بلايس في برادفورد منزلا في سنة 1988م، لأداء صلواتهم، وبعد سنوات من جمع التبرعات، أجروا تعديلات ضرورية على المنزل وجمعوا بين الغرف لإنشاء قاعات الصلاة. ومع مرور الوقت هدموا المبنى وبنوا مسجدهم الكبير.